# Światło zodiakalne

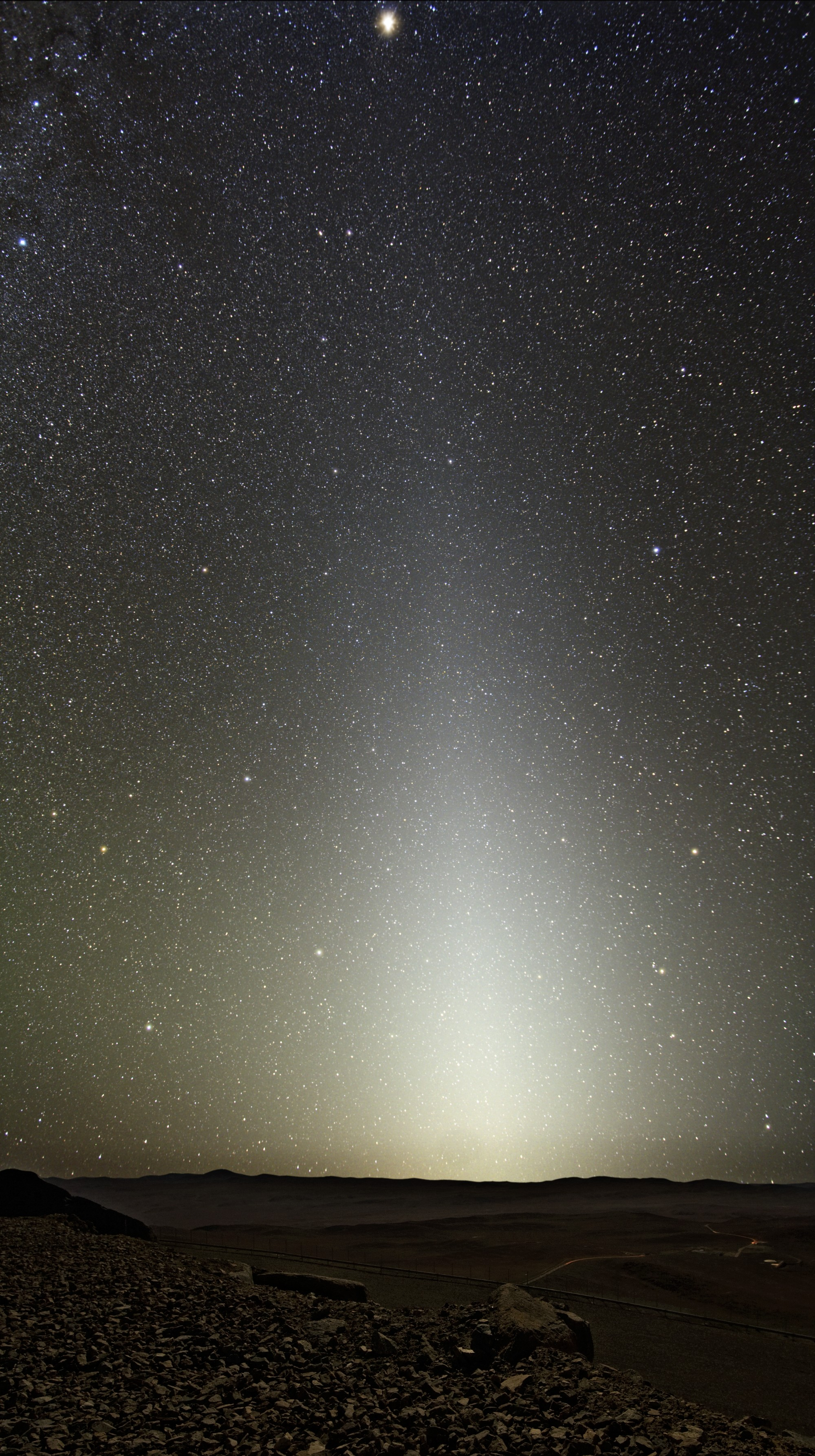
Światło zodiakalne widoczne z Cerro Paranal

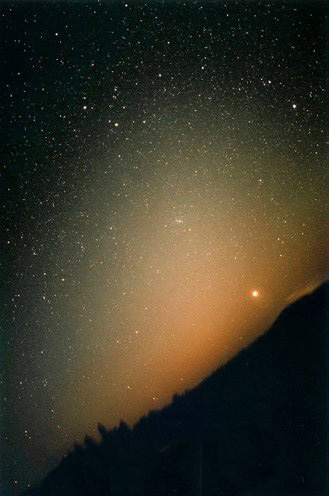
Światło zodiakalne

Światło zodiakalne – słaba poświata, ukazująca się na nocnym niebie w pasie przebiegającym wzdłuż ekliptyki (zodiaku, stąd nazwa) w pobliżu Słońca.
Najlepsze warunki do obserwacji występują na wiosnę po zachodzie Słońca na zachodniej części nieba lub podczas jesieni przed wschodem Słońca na wschodniej części nieba. Światło zodiakalne jest tak słabe, że nawet blask Księżyca może uniemożliwiać obserwację tego zjawiska gołym okiem. Światło zodiakalne zmniejsza swą intensywność wraz ze wzrostem odległości kątowej od Słońca, ale podczas bardzo ciemnych nocy zjawisko to zostało zaobserwowane wzdłuż całej ekliptyki. Słabe świecenie, znane jako przeciwblask (Gegenschein),  występuje też dokładnie naprzeciw Słońca.
Światło zodiakalne to światło słoneczne odbite od cząstek pyłu kosmicznego, którego ilość w przestrzeni międzyplanetarnej jest znaczna. Ilość pyłu potrzebna, by zaobserwować światło zodiakalne jest zdumiewająco mała; jeśli byłyby to cząstki o wielkości 1 mm z takim samym albedo jak Księżyc, to każda cząstka byłaby oddalona o 8 km od najbliższego sąsiada. Według aktualnych szacunków obecna łączna masa tych cząstek w odległości do 5 j.a. wynosi ok. 10-20 bilionów ton, głównie o średnicy 100–200 μm. W początkowym okresie istnienia Układu Słonecznego, tuż po uformowaniu się planet, czyli w czasie tzw. Wielkiego Bombardowania 3,8 mld lat temu, światło zodiakalne było prawdopodobnie 10 000 razy silniejsze niż obecnie.
Cząstki te występują w obszarze przestrzeni kosmicznej o kształcie soczewki ze środkiem skoncentrowanym na Słońcu i sięgającym daleko poza orbitę Ziemi. Przeciwblask może występować dlatego, iż cząstki będące bezpośrednio naprzeciw Ziemi są w pełnej fazie (por. faza Księżyca).
Wskutek efektu Poyntinga-Robertsona cząstki pyłu są wyhamowywane i w czasie rzędu 100 tys. lat opadają na Słońce. Ośrodek ten jest jednak zasilany nową materią, pochodzącą w pewnej części ze zderzeń małych planetoid, a według badań naukowych z 2009 roku w większości z rozpadu komet krótkookresowych.
Według najnowszych badań głównym źródłem pyłu odpowiedzialnego za powstawanie zjawiska jest Mars.